# Sowing
Sowing – gra typu mankala autorstwa Johna Hortona Conwaya.

## Reguły gry
Gra odbywa się na polu z jednym rzędem dołków. Są to 24 dołki, w każdym 3 kamienie.
|  |  |  |  |  |  |  |  |  |  |  |  |  |  |  |  |  |  |  |  |  |  |  |  |

Każdy z graczy wykonuje ruchy z lewa na prawo, czyli oboje w przeciwnych kierunkach. Ruch polega na wyjęciu wszystkich kamieni z dowolnego (ale dozwolonego) dołka i rozdzieleniu ich w (swoim) prawym kierunku – po jednym do kolejnych dołków. Ruchy są dozwolone gdy:
- jest wystarczająca liczba dołków do dyspozycji, czyli musi istnieć możliwość rozdzielenia kamieni;
- ostatni kamień nie może wpaść do pustego dołka.

Przegrywa, kto nie może wykonać ruchu.

## Odmiana
Conway zaproponował również odmianę w której wygrywa, kto nie może wykonać ruchu.

## Literatura
- Erickson, J.Sowing Games. In: Nowakowski, R. J. (Hg.). Games of No Chance. Mathematical Sciences Research Institute Publications 29. Cambridge University Press, Cambridge (England) 1996: 287-297.
- Guy, R. K. Unsolved Problems in Combinatorial Games. In: Nowakowski, R. J. (Hg.). Games of No Chance. Mathematical Sciences Research Institute Publications 29. Cambridge University Press, Cambridge (England) 1996: 486.